# Divisão do Leste (Fiji)
A Divisão do Leste é uma das quatro divisões administrativas das Fiji. Esta divisão incluí 19 ilhas:
| - Ovalau - Kadavu - Ngau - Koro | - Nairai - Moala - Matuku - Vatu Vara | - Naitaba - Mago - Cicia - Tuvuca | - Lakeba - Vanua Vatu - Oneata - Vuaqava | - Kabara - Moce - Fulaga |

## Províncias
A Divisão do Leste é constituída por três províncias:
- Kadavu
- Lau
- Lomaiviti